# West Markham
West Markham – wieś i civil parish w Anglii, w Nottinghamshire, w dystrykcie Bassetlaw. W 2011 civil parish liczyła 170 mieszkańców.